# Digenethle allardi
Digenethle allardi är en skalbaggsart som beskrevs av Rigout 1997. Digenethle allardi ingår i släktet Digenethle och familjen Cetoniidae. Inga underarter finns listade i Catalogue of Life.